# Pseudococcus bermudensis
Pseudococcus bermudensis är en insektsart som beskrevs av Gimpel och Miller 1996. Pseudococcus bermudensis ingår i släktet Pseudococcus och familjen ullsköldlöss.
Artens utbredningsområde är Bermuda. Inga underarter finns listade i Catalogue of Life.